# Tadao Horie
Tadao Horie (堀江 忠男, Horie Tadao, Shizuoka, 13 september 1913 – Tokio, 29 maart 2003) was een Japans voetballer die als verdediger speelde.

## Japans voetbalelftal
Tadao Horie maakte op 15 mei 1934 zijn debuut in het Japans voetbalelftal tijdens een Spelen van het Verre Oosten tegen Filipijnen. Tadao Horie debuteerde in 1934 in het Japans nationaal elftal en speelde 3 interlands.

## Statistieken
| Japans voetbalelftal | Japans voetbalelftal | Japans voetbalelftal |
| Jaar                 | Wed.                 | Dlp.                 |
| -------------------- | -------------------- | -------------------- |
| 1934                 | 2                    | 0                    |
| 1935                 | 0                    | 0                    |
| 1936                 | 1                    | 0                    |
| Totaal               | 3                    | 0                    |